# Ziua Internațională a Romilor
Ziua Internațională a Romilor (8 aprilie) este o zi pentru a sărbători cultura romani și de a crește gradul de conștientizare a problemelor cu care se confruntă romii.

## Istoric
Ziua Internațională a Romilor, care a fost declarată în anul 1990 la cel de-al patrulea Congres Mondial al Romilor. Se celebrează, astfel, coagularea romilor într-o mișcare globală: între 6-8 aprilie 1971 a avut loc primul Congres Mondial al Romilor (Chelsfield⁠(d) în apropiere de Londra), când s-au pus bazele Uniunii Internaționale a Romilor (Romano Internacionalno Jekhetanipe). Atunci s-a stabilit drapelul – o roată indiană pe fond verde cu albastru; și imnul internațional al romilor – melodia „Gelem, Gelem” („Mergeam, Mergeam) compusă de muzicianul Jarko Jovanovic. Ulterior, organizația dobândește statut consultativ pe lângă ONU.
În România, data de 8 aprilie a fost consacrată drept „Sărbătoarea etniei romilor din România” prin adoptarea Legii nr. 66/2006 de către  Parlamentul României. În același timp legea mai prevede că Societatea Română de Televiziune și Societatea Română de Radiodifuziune să reflecte, în cadrul programelor special destinate minorităților naționale, manifestările dedicate acestei zile. Ministerul Culturii și celelalte autorități ale statului român sărbătoresc alături de reprezentanții minorității rome, a doua ca importanță după numărul membrilor săi,  identitatea culturală, lingvistică, folclorul și tradițiile cetățenilor de etnie romă și contribuția acestora la formarea și dezvoltarea statului român.
Romii și cultura lor au supraviețuit mai mult de un mileniu. În Europa, se estimează că sunt 10-12 milioane. Limba a jucat un rol-cheie în continuitatea culturii rome, iar dansurile, portul tradițional și muzica lor – cântecele de jale și baladele lungi – au inspirat ritmurile flamenco, bolero sau de jazz sau au ajuns să facă carieră în toată lumea.
Unii recunosc că sunt romi, dar nu vorbesc limba, alții, fie se definesc încă prin vechile meserii ale strămoșilor, au portul specific, păstrează limba și trăiesc sub bulibașă, fie păstrează doar limba și unele coduri tradiționale. Între ei, unii au ocupații inventate în anii tranziției sau aflate dincolo de lege, iar problemele sociale grave și prejudecățile legate de aceasta etnie au făcut ca romii să fie adeseori priviți  ca cetățeni de mâna a doua, în propria țară sau în țările unde au imigrat, iar aceasta percepție a dus la discriminare, excludere, izolare, respingere, violență, persecuție.

## Reacții internaționale
- Papa Ioan Paul al II-lea a îndemnat pe adepții săi să trateze romii cu compasiune și respect.
- În 2003, Dalai Lama a aprins o lumânare pentru a comemora ziua.
- În 2004, Adam Ereli de la Departamentul de Stat al SUA s-a exprimat împotriva abuzurilor continue ale drepturilor omului cu care se confruntă romii și a cerut guvernelor europene să încurajeze toleranța.
- În 2006, Maud de Boer-Buquicchio, Secretarul General Adjunct al Consiliului Europei a declarat preocupările ei pentru cultivarea ostilității la adresa romilor și a încurajat populația romă a Europei pentru a acționa pentru îmbunătățirea condițiilor de trai precare, rezultat al discriminării îndelungate și pe scară largă.[5]
- În 2009, Secretarul de Stat al Statelor Unite, Hillary Clinton, a vorbit despre angajamentul SUA pentru protejarea și promovarea drepturilor romilor în întreaga Europă.[6]

## Legături externe
- Ziua internațională a Romilor , 8 aprilie 2013, ca profilate de Deutsche Welle
- Ziua Internațională a Romilor: Declarația prim-vicepreședintelui Frans Timmermans și a comisarilor Johannes Hahn, Marianne Thyssen, Vĕra Jourová și Corina Crețu
- 8 aprilie - Ziua Internațională a Romilor